# Triatló als Jocs Olímpics d'estiu de 2012

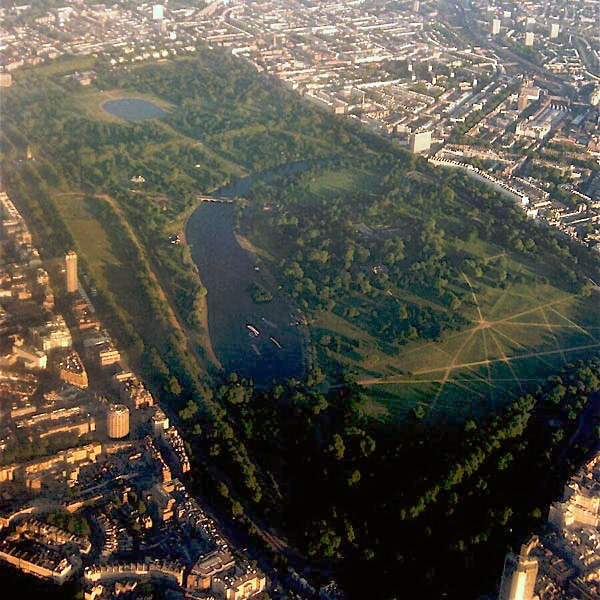
Vista aèria de Hyde Park.

Als Jocs Olímpics d'Estiu de 2012, realitzats a la ciutat de Londres (Anglaterra, Regne Unit), es disputaren dues proves de triatló, les mateixes que en l'edició anterior, una de masculina i una altra de femenina.
La totalitat de les proves es realitzaren al Hyde Park de la ciutat de Londres. La prova de natació (1,5 quilòmetres; 0.93 milles) es realitzà al llac Serpentine, la prova de ciclisme (40 quilòmetres; 25 milles) s'inicià al parc i sortí d'aquest per la Queen Mother's Gate, i passant pel Wellington Arch, Constitution Hill i Birdcage Walk, passant per davant del Palau de Buckingham i retornant al Parc, on es finalitzà amb la cursa a peu (10 quilòmetres; 6,2 milles) realitzant quatre voltes al voltant del llac Serpentine.

## Calendari
Les hores d'inici són en referència a l'horari d'estiu britànic (UTC+1).
| Prova | Data      | Hora d'inici |
| ----- | --------- | ------------ |
| Dones | 4 d'agost | 9:00 h       |
| Homes | 7 d'agost | 11:30 h      |

## Resultats
| Prova         | Or                      | Plata                             | Bronze                  |
| Homes detalls | Alistair Brownlee (GBR) | Francisco Javier Gómez Noya (ESP) | Jonathan Brownlee (GBR) |
| Dones detalls | Nicola Spirig (SUI)     | Lisa Nordén (SWE)                 | Erin Densham (AUS)      |

## Medaller

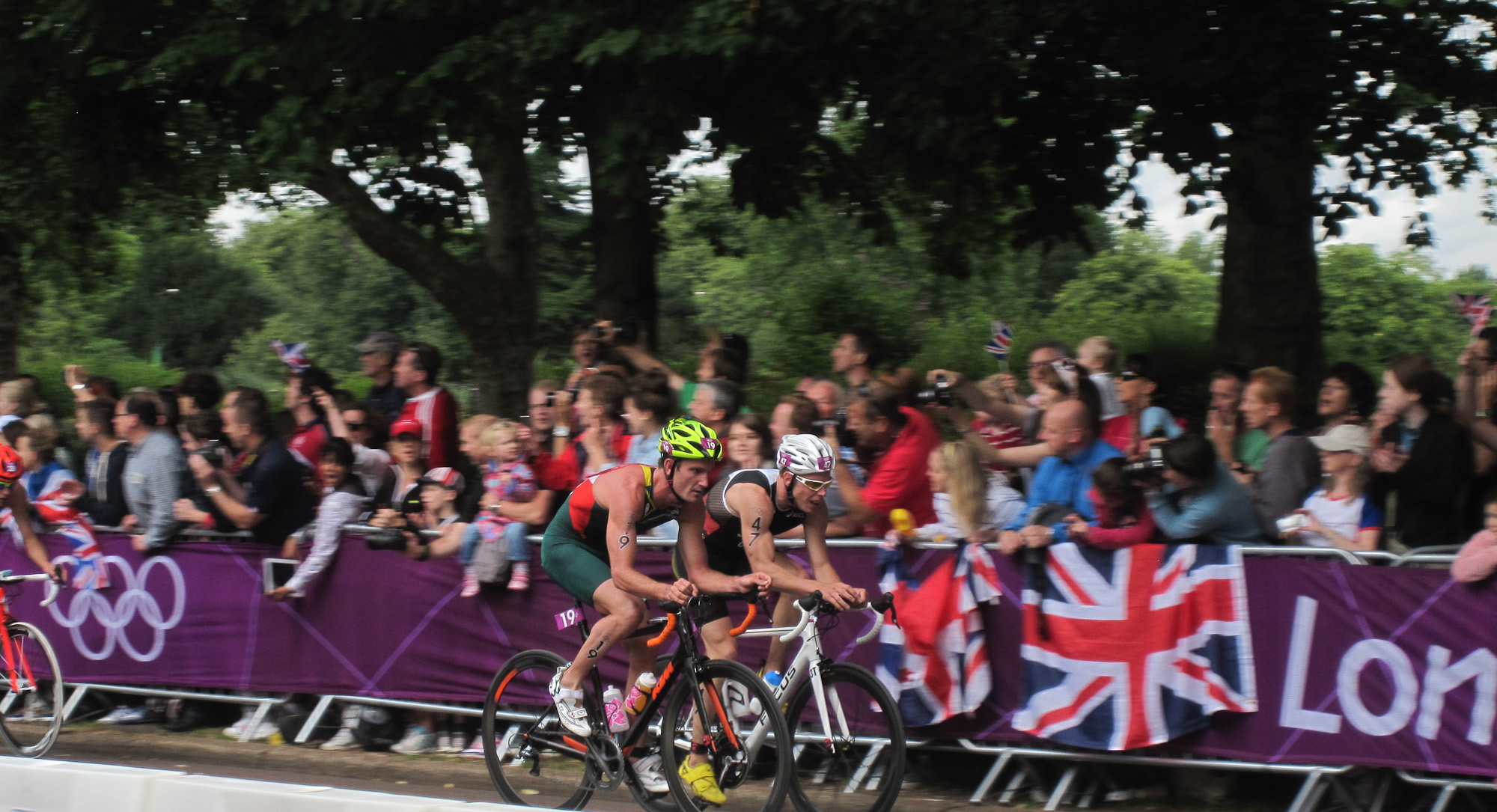
Imatge de la prova ciclista.

| Posició | País       | Or | Plata | Bronze | Total |
| 1       | Regne Unit | 1  | 0     | 1      | 2     |
| 2       | Suïssa     | 1  | 0     | 0      | 1     |
| 3       | Espanya    | 0  | 1     | 0      | 1     |
| 3       | Suècia     | 0  | 1     | 0      | 1     |
| 5       | Austràlia  | 0  | 0     | 1      | 1     |
| Total   | Total      | 2  | 2     | 2      | 6     |